# 三浦義哲
三浦 義哲（みうら よしのり）は、日本の実業家。セレクトショップ・シップスの創業者、社長。大分県生まれ。

## 来歴
北京で生まれる。父親は満鉄に勤める元銀行マンであった。終戦後、故郷である大分、鶴崎に戻ってきて、小学校5年生まで過ごした。田舎であったのでファッションには縁がなく、裸足で野山を駆け巡っていたという
早稲田大学卒業。大学を卒業すると、家業は継がず教師になり、巣鴨の本郷高校で国語を担当していた。
1952年に創業した家業の三浦商店を1970年頃から手伝うようになり（大分へ帰りたがっていた母に代わり、自らが代表となる）、渋谷にミウラ＆サンズ、1977年には銀座にシップスをオープンし、その後日本各地に進出させるに至った。

## 人物
趣味はカメラ。自社のカタログを撮ったこともある。他にもミニカーをコレクションしていたり（愛車はミニクーパー）、ワインを嗜むなど多趣味である。